# Helmut Österreicher
Helmut Österreicher (* 10. März 1956 in Waidhofen an der Thaya) ist ein österreichischer Koch, Gastronom und Autor.

## Beruflicher Werdegang
Seine Lehre als Koch absolvierte Helmut Österreicher im Waldviertler Hotel Haberl in Waidhofen an der Thaya sowie in der NÖ-Landesberufsschule für Gastgewerbe in Waldegg. Einer seiner Kochlehrer war unter anderem der Koch, Lehrer und Co-Autor Hartmut Märtins, der auch der Lehrer von Joachim Gradwohl war. Gradwohl wurde wiederum Jahre später ein Koch unter Österreicher im Steirereck. Bereits wenige Jahre nach dem Abschluss seiner Ausbildung war der junge Österreicher bereits Gardemanger im Hotel Sacher in Wien.
Ab 1978 war Österreicher 28 Jahre lang Küchenchef (Chef de Cuisin) des Restaurants „Steirereck“ in Wien, wo er im Stil der Nouvelle Cuisine innovativ aufkochte und dafür von Prominenz und Politik geschätzt wurde. Nach wenigen Jahren erhielt Österreicher seine erste Haube vom Restaurantführer Gault-Millau. Später folgten die zweite und dritte Haube, sowie 1992 die vierte Haube. Das Restaurant Steirereck wurde damals vom Ehepaar Heinz und Margarethe Reitbauer geführt. Seit 2002 befindet sich das Restaurant in der Meierei im Wiener Stadtpark, wobei es 2004 umgebaut und modernisiert wurde. Mittlerweile ist Heinz Reitbauer junior Küchenchef im Steirereck, welchen Österreicher seit seinen Kindheitstagen kennt und der seine Ausbildung als Koch teilweise bei Österreicher absolviert hat.
Von 2005 bis 2012 war Österreicher Küchenchef der Restaurants „Österreicher im MAK“ im Museum für angewandte Kunst in Wien und „Österreicher im Wiener Rathauskeller“. Außerdem kochte er auf Schiffen der Donau Touristik, wie zum Beispiel auf der MS Kaiserin Elisabeth, und unterrichtet seit 2013 als Lehrer Kochschüler an den Hertha Firnberg Schulen für Wirtschaft und Tourismus. Außerdem bietet er ein breites Spektrum von Kochkursen an, deren Zielpublikum sich von interessierten Amateuren bis hin zu Profiköchen erstreckt.
Er gehört zu den Köchen und Köchinnen in der Zweiten Republik Österreichs, wie z. B.: Rudolf Kellner, Werner Matt, Lisl Wagner-Bacher, Eckart Witzigmann, Johanna Maier, Karl und Rudolf Obauer, Karl Eschlböck, Jaroslav Müller (Hotel Sacher), Ewald Plachutta, Reinhard Gerer, Manfred Buchinger, Walter Eselböck, Gerhard Fuchs, Heinz Reitbauer, Max Stiegl u. v. a., die österreichische und internationale Koch-Geschichte der Spitzen-Gastronomie geschrieben haben.
In einem Interview, im Oktober 2012, mit der Zeitung Der Standard erklärte er: „Die Zeit als Küchenchef ist damit vorbei - in Zukunft wird es um Konzeption und Rezepturen gehen!“
2013 stelle er sein Projekt Initiative „Kitchen 4 Kids“ vor, für ein gesundes Essen in den österreichischen  Kindergärten. 
Seit länger Zeit ist er der Vorstandsstellvertreter der Gesellschaft für Koch- und Tafelkultur.

## Privates
Österreicher ist verheiratet, Vater von drei erwachsenen Söhnen und hat drei Enkel. In seiner Freizeit ist er Imker.

## Publikationen (Auswahl)
- 1985: Gault Millau Kochbuch für Zuhause. Neue Rezepte der besten Köche der Welt Herausgeber: Michael Reinartz und Helmut Österreicher, Verlag: Wien, Orac (Copyright 1985) ISBN 3-7015-0144-0
- 1994–2002: Kolumne in der Wiener Kurier (Tageszeitung) : Profitipps für Hobbyköche
- 1996: Geheimnisse aus Küche & Keller (Gebunden oder broschiert) Verlag: Kremayr & Scheriau ISBN 978-3-218-00625-5 inklusive der Ersten Koch-CD-ROM in Österreich mit interaktiven und nachvollziehbaren Rezepten
- 2004: Kult & Küche : eine kulinarische Reise durch Österreich mit Starkoch Helmut Österreicher Verlag: Linz: Strobl + Strobl Agentur für Kommunikation und Marketing
- 2006 Österreichs Klassiker : Wiener Küche modern interpretiert / Helmut Österreicher (Projektleitung u. Veröffentlichung durch: Veronika Pelikan, Fotos: Herbert Lehmann)
- 2009; 2021: Das Erdäpfel-Kochbuch aus Österreich von Rupert Schnait, Siegfried Kröpfl und Helmut Österreicher Verlag/Herausgeber: Krenn, H; ISBN 978-3-99005-032-3.

## Auszeichnungen (Auswahl)
- 1988: Restaurant Steirereck wird als erstes Wiener Restaurant von Gault Millau mit 3 Hauben bewertet und Helmut Österreicher zum "Koch des Jahres" gewählt
- 1992: Erstes Restaurant Österreichs erhält das Steirereck vom Gault Millau „4 Rote Hauben“.
- 1992: 5 Kronen von A la Carte[11]
- 1993:  Goldenen Rathausmann feierlich überreicht, durch den Wiener Bürgermeister Helmut Zilk
- 1996: Verleihung des Kulinarischen Preises der Europäischen Union (Prix Culinaire des Régions Européens)[12]
- 2001: Gault Millau zum „Koch des Jahrzehnts“ gewählt[13]
- 2002: Nationale Ehrentrophäe von A la Carte